# Franks Casket
Franks Casket  är ett runristat och rikt illustrerat relikskrin, som är tillverkat av valben. Skrinet är 229 mm långt, 190 mm brett och 109 mm högt. Det förvaras nu i British Museum i London, England.  
Skrinet tillverkades sannolikt i slutet på 600-talet och är ett anglosaxiskt arbete som blivit uppkallat efter donatorn Sir Augustus W. Franks. Han ägde skrinet efter att ha inköpt detta 1857, dock är dess vidare öden okänt eftersom skrinet, förutom högra kortsidan, vid ett senare tillfälle återfanns i Auzon i närheten av Clermont-Ferrand i Frankrike. Högra kortsidan hittades sedermera 1890 i Italien, där denna nu förvaras på Museum Bargello i Florens. 
Bilderna är liksom texten på skrinets framsida utskurna i djup relief och illustrerar mytologiska scener ur Völundssagan där smeden Völund arbetar i sin smedja. Utmed skrinets yttre kanter är motivet inramat med en allittererade textstrof som är skriven på urnordiska med anglofrisiska runor, dock har textens innehåll inget direkt samband med sagans dramatiskt framställda bildscener. Likaså finns bilder ur myten om Roms grundare Romulus och hans bror Remus, samt Jerusalems erövring under Titus. Bildscenen på den högra kortsidans panel har däremot inte kunnat tolkas med samma säkerhet.

## Galleri

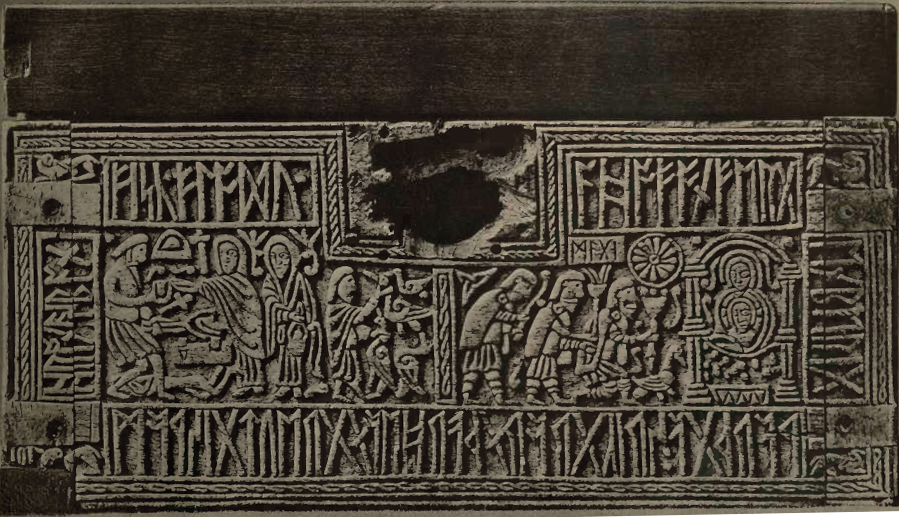
Frontpanel
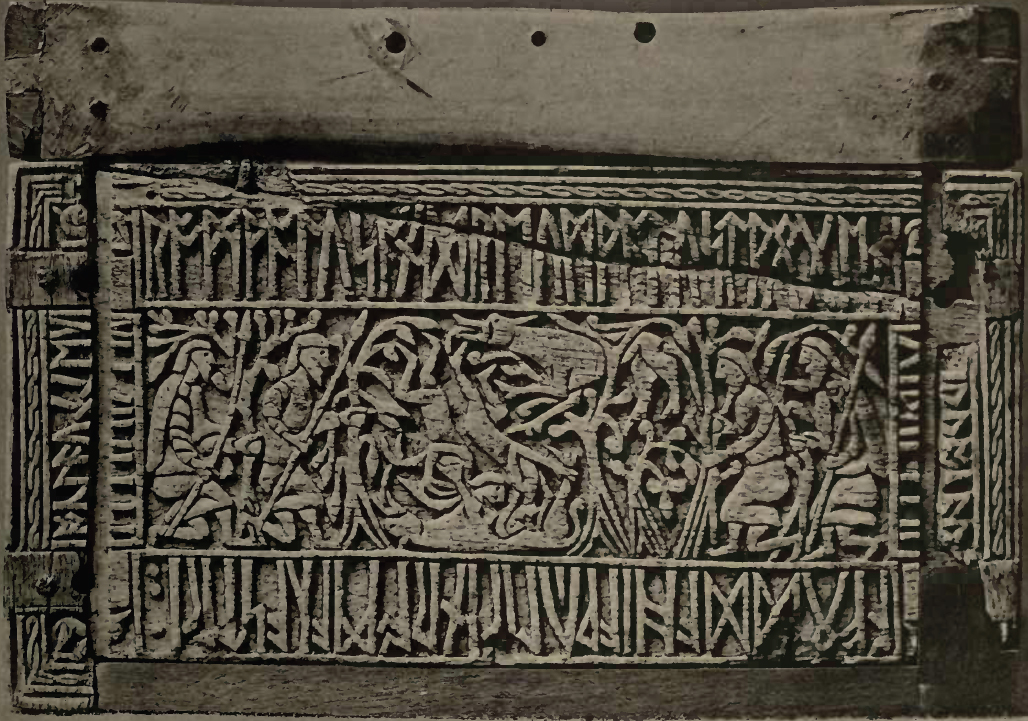
Vänster panel
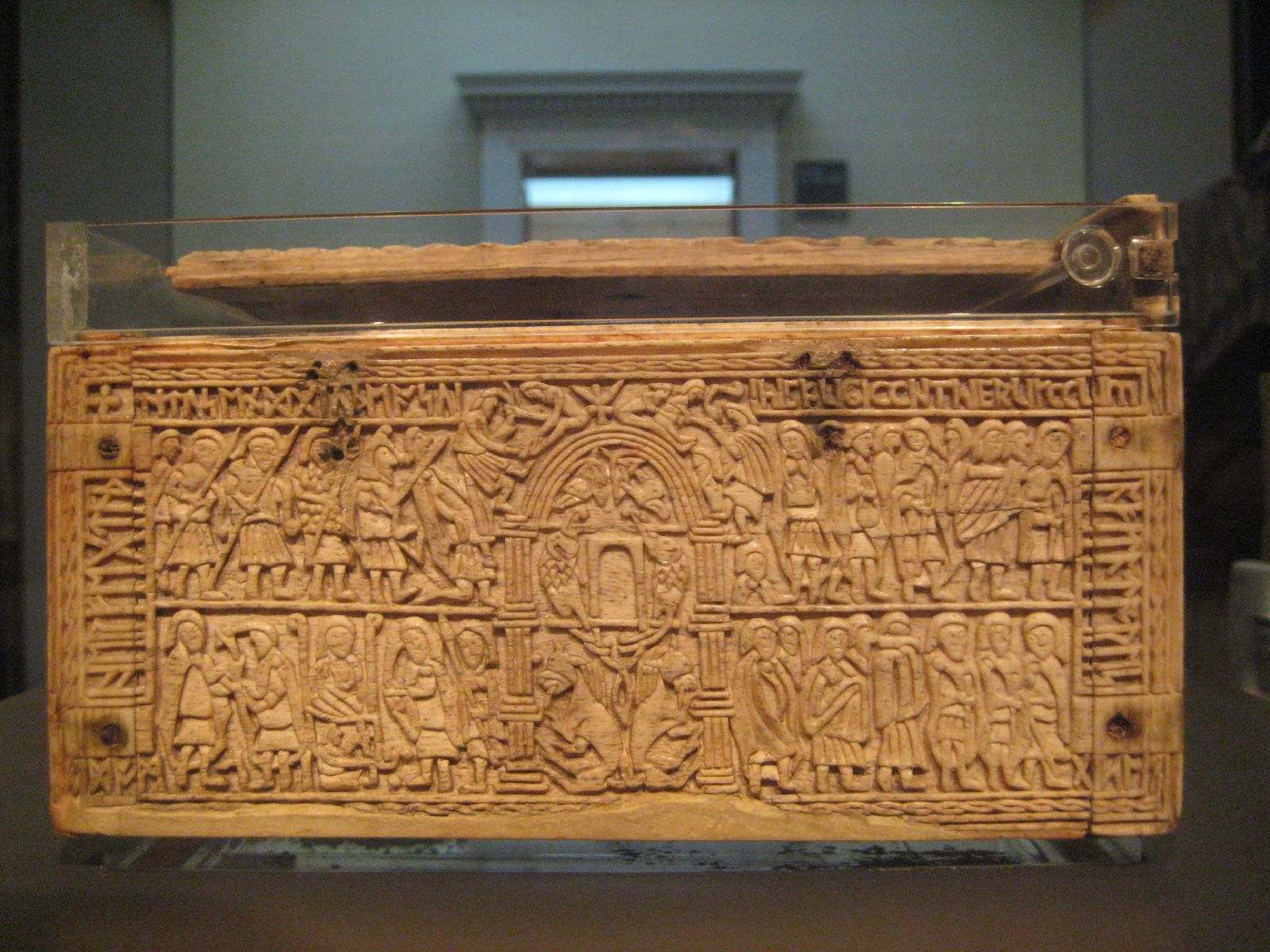
Bakre panel
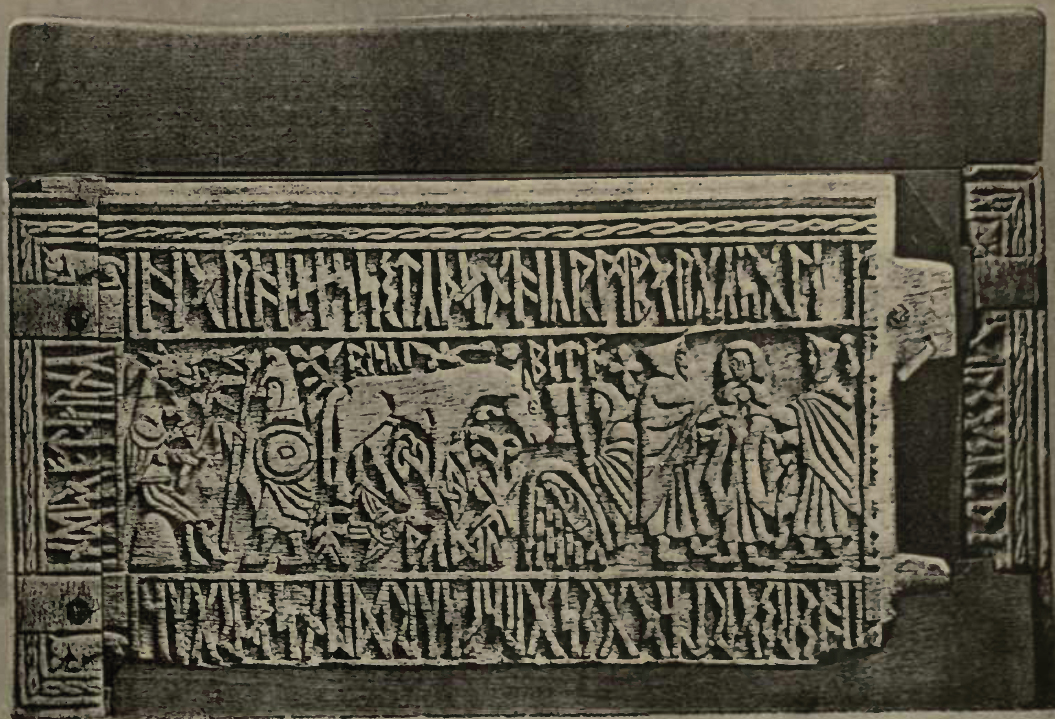
Höger panel
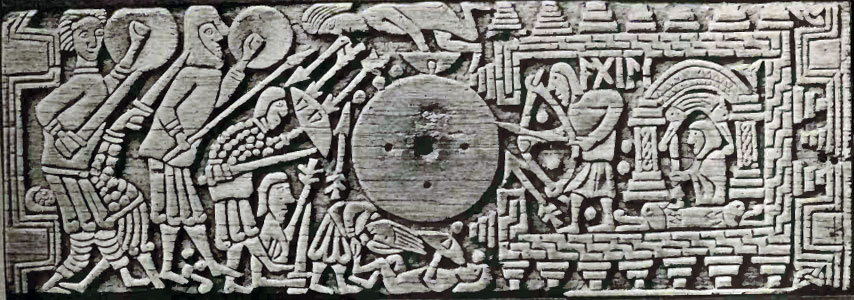
Lock
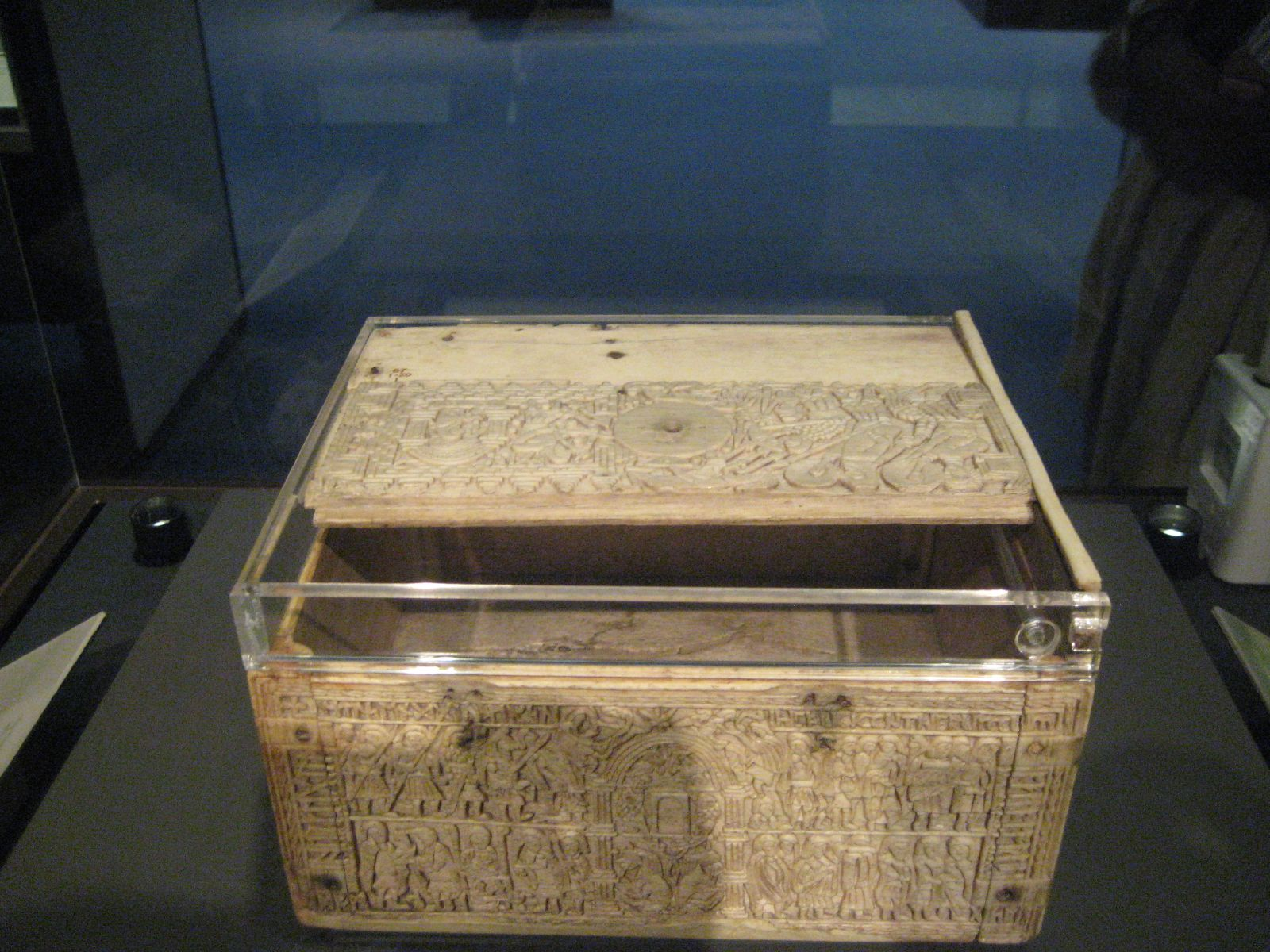
Baksida och lock